# Record de France de natation messieurs du 200 mètres dos
Le record de France de natation sportive messieurs pour l'épreuve du 200 mètres dos concerne les records obtenus par les athlètes dans cette épreuve en bassin de 50 et 25 mètres.

## Bassin de 50 mètres
| Temps         | Athlète              | Naissance | Âge | Club                            | Compétition                | Lieu             | Date            |
| ------------- | -------------------- | --------- | --- | ------------------------------- | -------------------------- | ---------------- | --------------- |
| 2 min 02 s 59 | Frédéric Delcourt    | 1964      | 20  | Cercle des nageurs de Marseille | Jeux olympiques (s)        | Los Angeles      | 30 juillet 1984 |
| 2 min 01 s 75 | Frédéric Delcourt    | 1964      | 20  | Cercle des nageurs de Marseille | Jeux olympiques (f)        | Los Angeles      | 30 juillet 1984 |
| 2 min 01 s 35 | David Holderbach     | 1971      | 20  | Canet 66 Natation               | Championnats d'Europe (s)  | Athènes          | 22 août 1991    |
| 2 min 00 s 60 | David Holderbach     | 1971      | 20  | Canet 66 Natation               | Championnats d'Europe (f)  | Athènes          | 22 août 1991    |
| 1 min 59 s 79 | Simon Dufour         | 1979      | 21  | CN des Cévennes d'Alès          | Championnats de France (d) | Rennes           | 24 mars 2000    |
| 1 min 59 s 44 | Simon Dufour         | 1979      | 23  | Montpellier UC                  | Championnats de France (d) | Chalon-sur-Saône | 19 avril 2002   |
| 1 min 58 s 89 | Simon Dufour         | 1979      | 23  | Montpellier UC                  | Championnats de France (f) | Chalon-sur-Saône | 20 avril 2002   |
| 1 min 58 s 81 | Simon Dufour         | 1979      | 24  | Montpellier UC                  | Championnats du monde (d)  | Barcelone        | 24 juillet 2003 |
| 1 min 57 s 90 | Simon Dufour         | 1979      | 24  | Montpellier UC                  | Championnats du monde (f)  | Barcelone        | 25 juillet 2003 |
| 1 min 56 s 64 | Pierre Roger         | 1983      | 26  | Lagardère Paris Racing          | Championnats de France (d) | Montpellier      | 24 avril 2009   |
| 1 min 56 s 39 | Benjamin Stasiulis   | 1986      | 25  | Amiens Métropole Natation       | Championnats de France (f) | Dunkerque        | 23 mars 2012    |
| 1 min 56 s 10 | Yohann Ndoye Brouard | 2000      | 20  | Dauphins d'Annecy               | FFN Golden Tour (f)        | Marseille        | 20 mars 2021    |
| 1 min 55 s 62 | Yohann Ndoye Brouard | 2000      | 21  | Dauphins d'Annecy               | Championnats d'Europe (f)  | Rome             | 13 août 2022    |
| 1 min 55 s 54 | Mewen Tomac          | 2001      | 22  | Amiens Métropole Natation       | Championnats de France (f) | Chartres         | 20 juin 2024    |
| 1 min 55 s 38 | Mewen Tomac          | 2001      | 22  | Amiens Métropole Natation       | Jeux olympiques (f)        | Paris            | 1er août 2024   |
| 1 min 54 s 47 | Yohann Ndoye Brouard | 2000      | 24  | Dauphins d'Annecy               | Championnats du monde (d)  | Singapour        | 31 juillet 2025 |

## Bassin de 25 mètres
| Temps          | Athlète              | Naissance | Âge | Club                                 | Compétition                         | Lieu                 | Date             |
| -------------- | -------------------- | --------- | --- | ------------------------------------ | ----------------------------------- | -------------------- | ---------------- |
| 1 min 58 s 97  | Frédéric Delcourt    | 1964      | 18  | Cercle des nageurs de Marseille      |                                     | Boulogne-Billancourt | 7 février 1982   |
| 1 min 56 s 55  | David Holderbach     | 1971      | 20  | Canet 66 Natation                    |                                     | Boulogne-Billancourt | 22 décembre 1991 |
| 1 min 56 s 54  | Simon Dufour         | 1979      | 20  | Cercle des Nageurs des Cévennes Alès | Championnats interclubs             | Montpellier          | 5 décembre 1999  |
| 1 min 55 s 67  | Romain Barnier       | 1976      | 25  | Cercle des nageurs d'Antibes         | Championnats interclubs             | Antibes              | 14 janvier 2001  |
| 1 min 55 s 01  | Simon Dufour         | 1979      | 22  | Montpellier UC                       | Coupe du monde                      | Paris                | 28 janvier 2001  |
| 1 min 54 s 21  | Simon Dufour         | 1979      | 22  | Montpellier UC                       | Championnats d'Europe               | Anvers               | 13 décembre 2001 |
| 1 min 54 s 14  | Simon Dufour         | 1979      | 23  | Montpellier UC                       | Coupe du monde                      | Berlin               | 27 janvier 2002  |
| 1 min 52 s 11  | Benjamin Stasiulis   | 1986      | 21  | Mulhouse Olympic Natation            | Championnats de France (f)          | Nîmes                | 7 décembre 2007  |
| 1 min 50 s 92  | Pierre Roger         | 1983      | 26  | Lagardère Paris Racing               | XVIIe meeting Qantas (tt)           | Nouméa               | 2 mai 2009       |
| 1 min 50 s 48, | Benjamin Stasiulis   | 1986      | 23  | Lagardère Paris Racing               | British Gas swimming grand prix (s) | Leeds                | 6 août 2009      |
| 1 min 49 s 89, | Benjamin Stasiulis   | 1986      | 23  | Lagardère Paris Racing               | British Gas swimming grand prix (f) | Leeds                | 6 août 2009      |
| 1 min 49 s 61  | Mewen Tomac          | 2001      | 21  | Amiens Métropole Natation            | Championnats du monde (s)           | Melbourne            | 18 décembre 2022 |
| 1 min 49 s 23  | Yohann Ndoye-Brouard | 2000      | 22  | Dauphins d'Annecy                    | Championnats du monde (f)           | Melbourne            | 18 décembre 2022 |
| 1 min 49 s 21  | Mewen Tomac          | 2001      | 22  | Amiens Métropole Natation            | Championnats de France (f)          | Angers               | 26 octobre 2023  |
| 1 min 48 s 55  | Mewen Tomac          | 2001      | 22  | Amiens Métropole Natation            | Championnats d'Europe (f)           | Otopeni              | 10 décembre 2023 |